# مجموعه ابراهیم خان
مجموعه ابراهیم خان مجموعه‌ای از بناهای تاریخی در شهر کرمان است. این مجموعه در ضلع شمالی مجموعه گنجعلیخان و در جوار میدان گنجعلیخان واقع گردیده‌است. بانی آن ابراهیم خان ظهیرالدوله حاکم کرمان در زمان فتح علیشاه قاجار است و در سال ۱۲۳۱ ه‍.ق بنا شده‌است. این مجموعه شامل: مدرسه، حمام، آب انبار و بازار است. مساحت مجموعه قریب ۴۵۰۰ مترمربع است.
معماری این مجموعه با الهام از معماری عصر صفویه بنا شده و یکی از مجموعه‌هایی است که کاشی خشتی هفت رنگ عنصر تزئینی غالب در آن می‌باشد.

## مدرسه
مدرسه ابراهیم‌خان، پلان آن مستطیل شکل و حجره‌های آن مستطیل شکل و در اطراف و چهار ضلع آن واقع است. عناصر فضائی-کارکردی مدرسه عبارت است از حجره هاي مدرسه، دو مدرس روبروي هم و به صورت قرينه، کتابخانه، مسجد، اتاق‌های خادم و چراغ‌دار و آبکش و سرویس‌های بهداشتی است. ساختمان آن را شاه‌نشین، محراب، ایوانچه و غرفه‌های اطراف تشکیل می‌دهند. در انتهای ایوان قبله، محرابی از کاشی هفت رنگ وجود دارد. در تمامی بخش‌های مدرسه، عناصر تزیینی مانند گچ‌بری، کشته‌بری، مقرنس‌کاری و کاربندی دیده می‌شود. ایوان شرقی و برج ساعت این مدرسه کاشی‌کاری و چشم‌اندازی زیبا دارد.

## حمام
حمام ابراهیم خان از دیگر بخش‌های مجموعهٔ ابراهیم خان در کرمان است که سردر آن در ضلع جنوبی بازار قیصریه مجموعه قرار دارد. سازندگان این حمام آن را همانند دیگر حمام‌های قدیمی در مکانی پایین‌تر از سطح زمین احداث کرده‌اند تا با این روش، آبرسانی بهتر صورت گرفته و گرمای داخل حمام نیز تا حد قابل توجهی حفظ شود. در این حمام تزئینات کاشی‌کاری از نوع خشتی هفت‌رنگ کار شده‌است که در سردر حمام می‌توان آن‌ها را مشاهده کرد. همچنین طاق حمام نیز به هنر مقرنس‌کاری مزین شده‌است. با طی کردن راهرویی زاویه‌دار می‌توان به بخش رخت‌کن حمام رفت که دارای یک گنبد مرکزی، ایوان‌های جانبی و در مرکز نیز حوض آب قرار گرفته‌است. این حوض آب نه تنها به زیبایی فضای داخل حمام افزوده‌است، بلکه نقش پررنگی در بازتاب نور به درون رختکن ایفا می‌کند. تزئینات کاربندی از عمده تزئیناتی است که در ستون‌های سنگی که سقف‌های حمام بر آن‌ها قرار گرفته‌است، مشاهده می‌شود. گرمخانه از دیگر قسمت‌های حمام است که برای رسیدن به آن باید راهرویی طویل و زاویه‌دار را طی کرد.
راهروي بين رختكن و گرمخانه با يك فضاي هشتي نقش تعادل دما و حرارت را بين فضاي سرد رختكن تا ورود به فضاي گرمخانه را برعهده دارد.

## بازار
بازار مجموعه ابراهیم خان به قیصریهٔ زرگری نیز شناخته می‌شود. این قسمت از مجموعه ابراهیم خان در ضلع شرقیمدرسه و حمام ساخته شده و خوشبختانه کاربری این بخش نیز همانند مدرسه همچنان حفظ شده‌است. این قسمت از مجموعه نیز همانند دیگر بخش‌ها تاثیرگرفته از معماری عصر صفویه ساخته شده و کل سقف‌های آن به همت استادان سازنده کادربندی شده‌است. این بازارچه دارای ۴۷ باب مغازه و طولی نزدیک به صد متر است که فضای بازار قیصریه در حد فاصل آن ایجاد شده و ورودی به آب‌انبار، حمام و مدرسه نیز در این بخش قرار دارد.

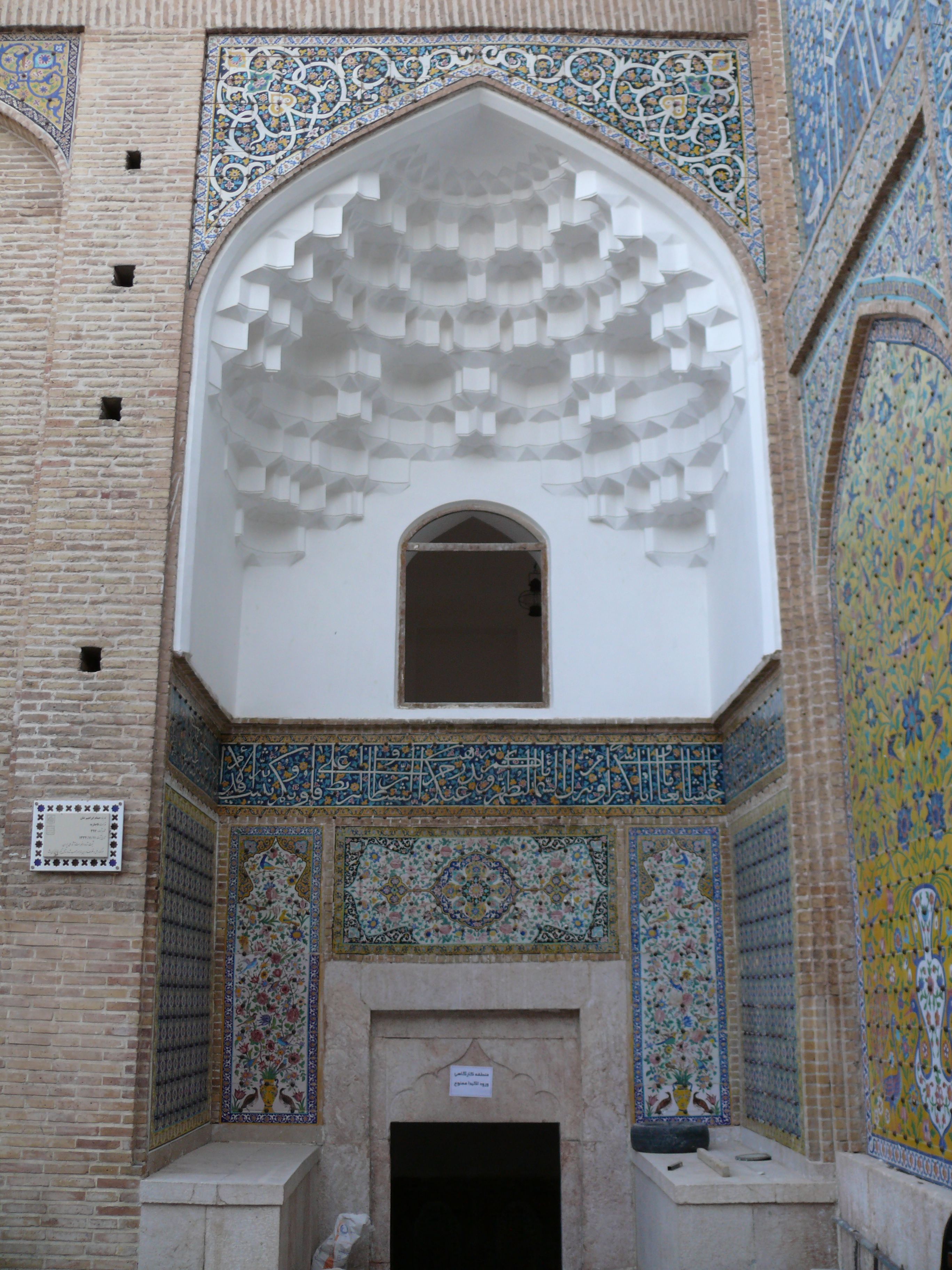
ورودی حمام ابراهیم خان

## آب انبار
آب انبار ابراهیم خان در ضلع شمالی قیصریه واقع شده و در عصر خویش یکی از آب انبارهای معتبر شهر کرمان بوده که آب بخشی از شهر قدیم کرمان را تأمین می‌نموده‌است. سردر آب انبار ابراهیم خان دارای مقرنس کاری و کتیبه ای از کاشی خشتی زینت بخش آن می‌باشد. این سردر با دهلیزی مسقف و پله کانی سنگی به پا آب راه دارد و مخزن آن در عمق زمین بنا شده‌است. کاشی کاری زیبای سردر آب انبار دارای زمینه زرد است. هفت قاب به شکل گل با گلبرگ‌های نامنظم در یک خط افقی روی زمینه قرار گرفته‌اند که زمینه قاب‌ها سفید و حاشیه آن‌ها سیاه است. داخل هر قاب یک گلدان گل قرار دارد. در فواصل قاب‌ها دسته گل محمدی و گل کوکب آبی دیده می‌شود. حاشیه تابلو دارای زمینه سیاه و نقش آن گل‌های ریز قرمز و زرد و خطوط مارپیچی زرد می‌باشد. حاشیه سیاه و زرد قابی مناسب برای این تابلو می‌باشد تا نقوش متنوع و رنگین تابلو جلوه بیشتری داشته باشد. تضاد رنگی زرد و سیاه در کاشی کاری قاجار نقش مهمی دارد. شکل این ترنج‌ها با قاب‌های حاوی گل و گلدان نیز از انواع شکل‌های منحصر به فرد این مجموعه می‌باشد. طبیعت‌گرایی و منظره پردازی در کاشی کاری‌های مجموعه ابراهیم خان نمونه ای زیبا و بی نظیر از هنر بومی و محلی منطقه کرمان است که با سایر تزیینات دوره قاجار در شهرهای ایران متفاوت است. پرندگانی چون کبک کوهی، طوطی، گل‌های پنیرک، لاله، مینا، زنبق و آفتابگردان و … با تنوع در نقش و رنگ به گونه ای جلوه گری می‌کند که این کاشی‌ها را همچون نقش قالی کرمان از سایر نقاط ایران متمایز ساخته‌است.

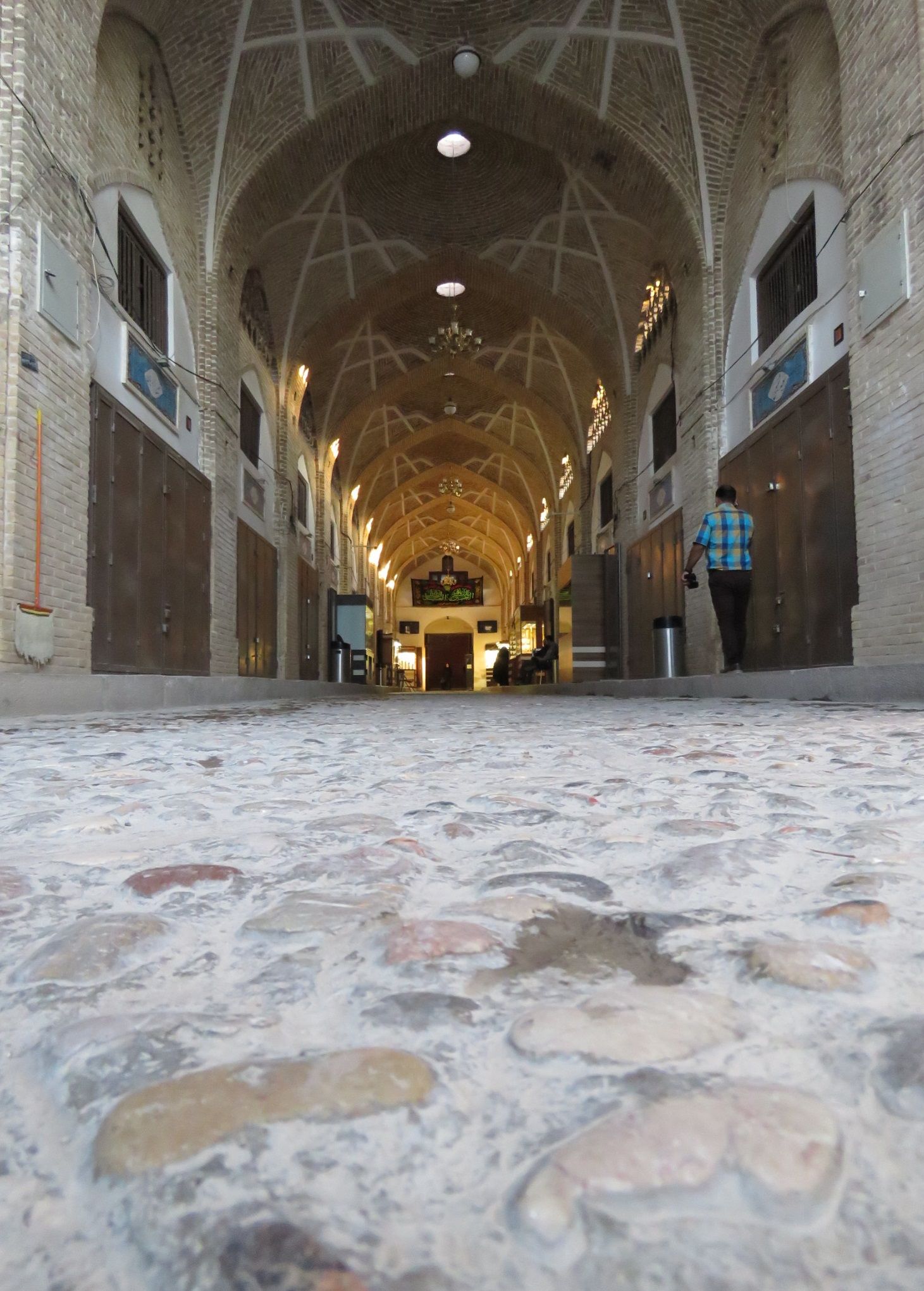
بازار ابراهیم خان

## بانی و سازندگان
بانی مدرسه ابراهیم‌خان ظهیرالدوله بوده که از سال ۱۲۱۸ تا ۱۲۴۰ق حکمرانی کرمان را داشته‌است. وی داماد فتح‌علی‌شاه قاجار و پسرعموي او و در عین حال پسرخوانده و پدر دو داماد فتح‌علی‌شاه بود.
با استناد به کتیبه موجود در ضلع غربی مدرسه، استاد اسماعیل قصاع سازنده آن بوده‌است. این مدرسه با الهام از معماری عصر صفویه بنا شده‌است.
تاربخ اتمام بنا بر اساس نوشته موجود بر روي ضلع شمالي مدرسه سال ١٢٣١ هجري قمري مي باشد.

## کتیبه‌های تاریخی
کتیبهٔ کاشی‌کاری پیرامون صحن مدرسه شامل قصیده‌ای از صبای کاشانی است که بیت آخر آن متضمن ماده تاریخ بنای مدرسه می‌باشد: زد صبا از پی تاریخ این و آن رقم/ «سلسبیل از جود ابراهیم در جنت سبیل» مجموع حروف این ماده تاریخ سال ۱۲۳۲ق را نشان می‌دهد.

## نگارخانه

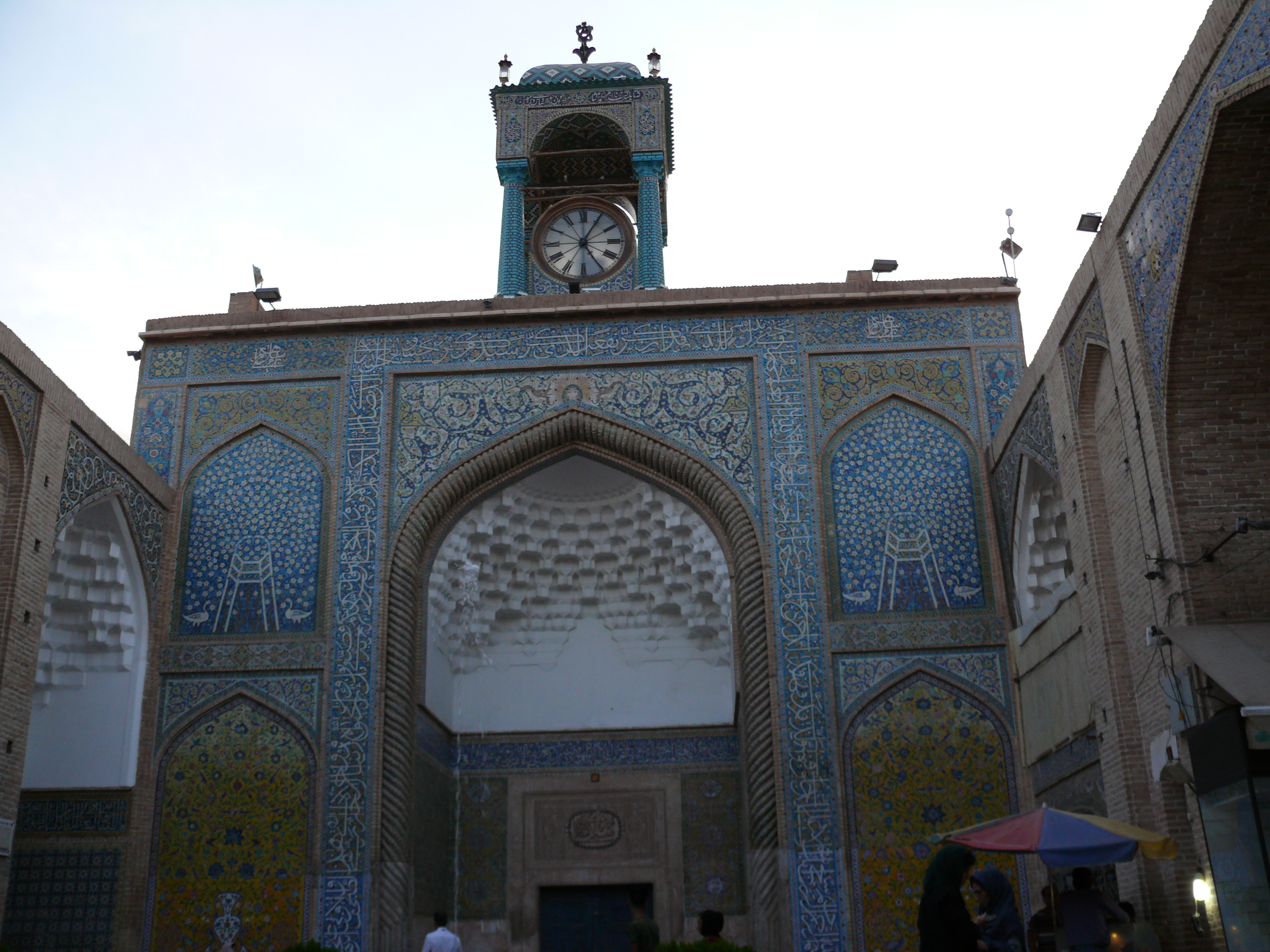
مدرسه
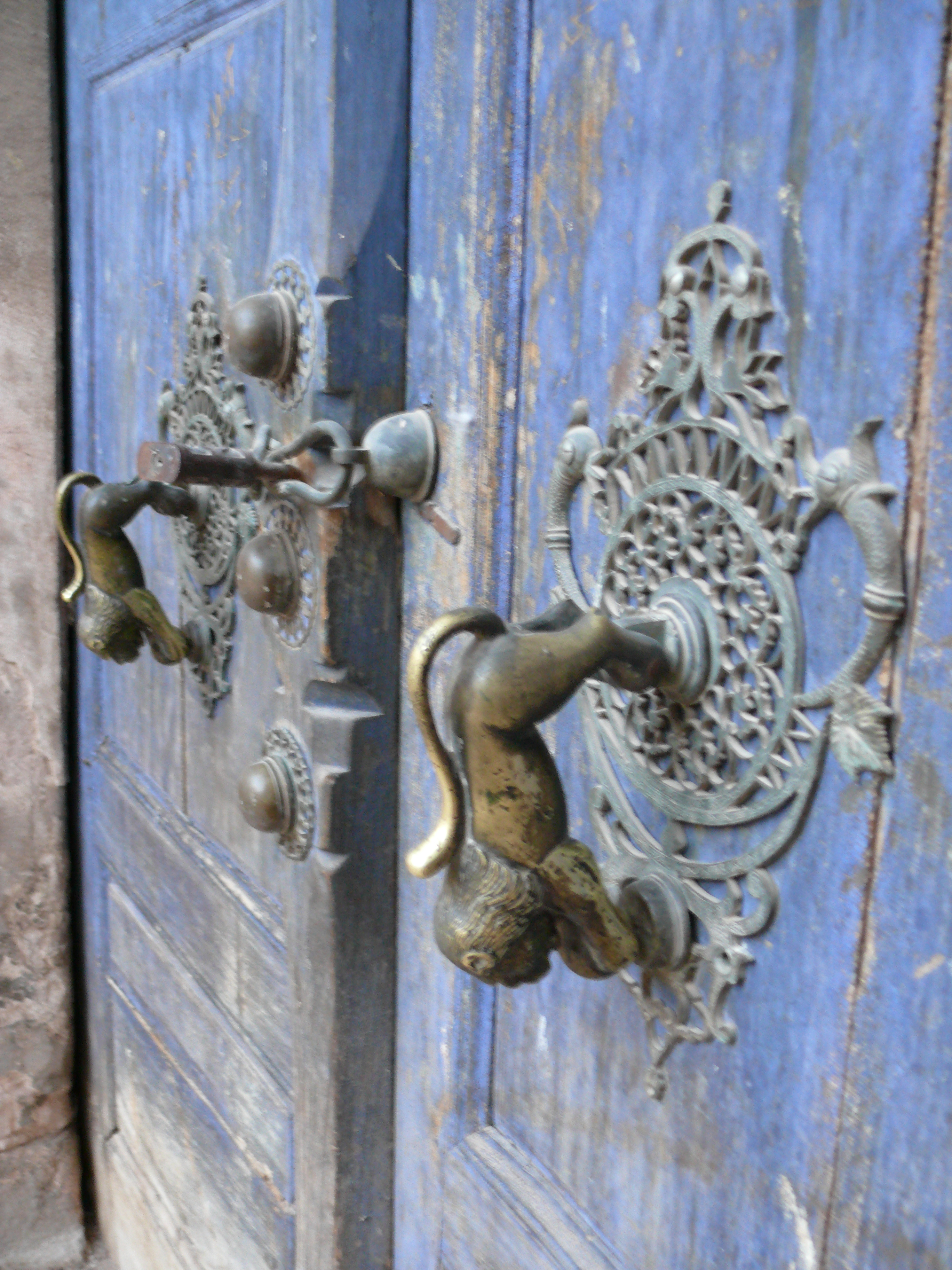
مدرسه
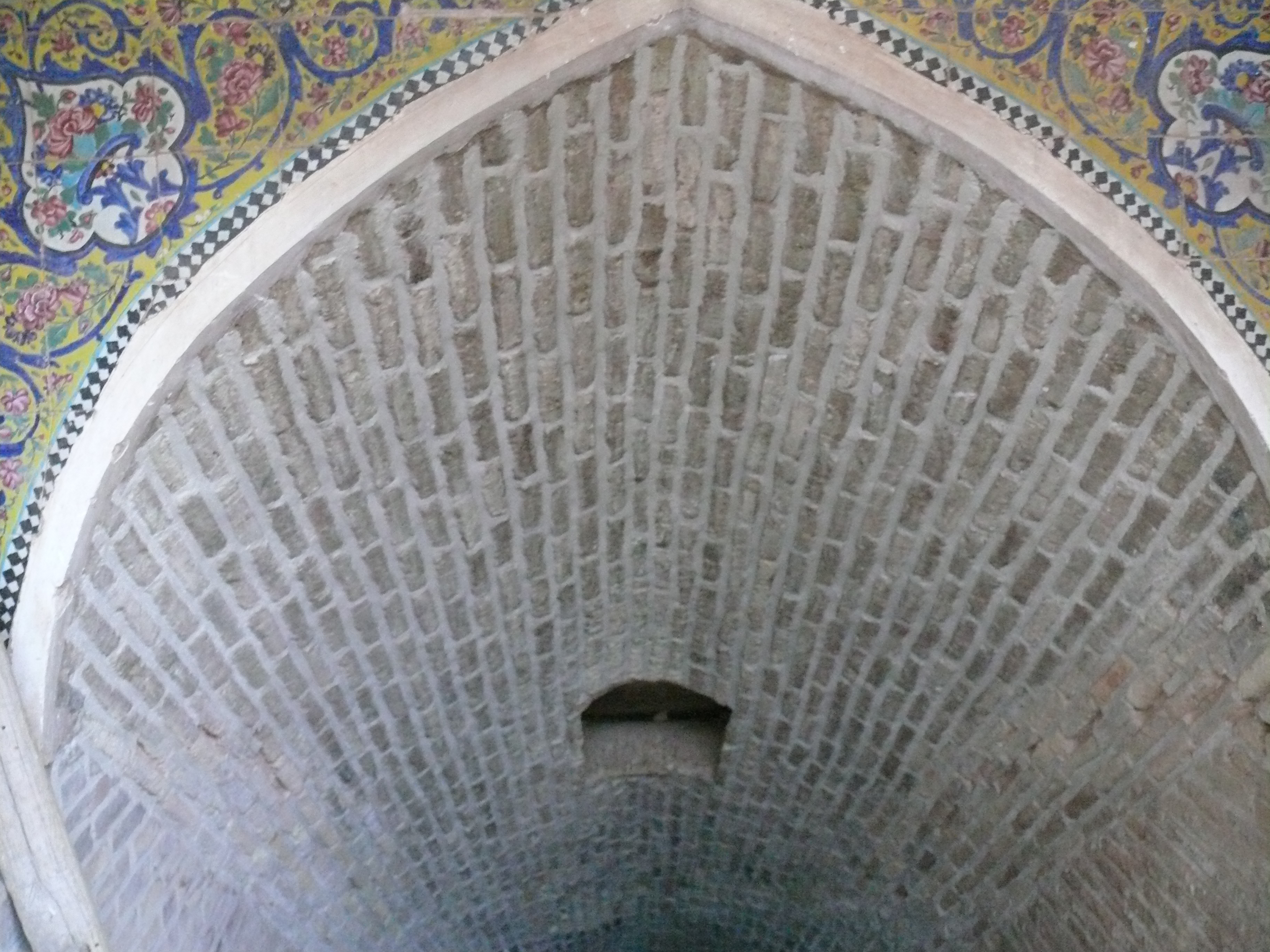
آب انبار
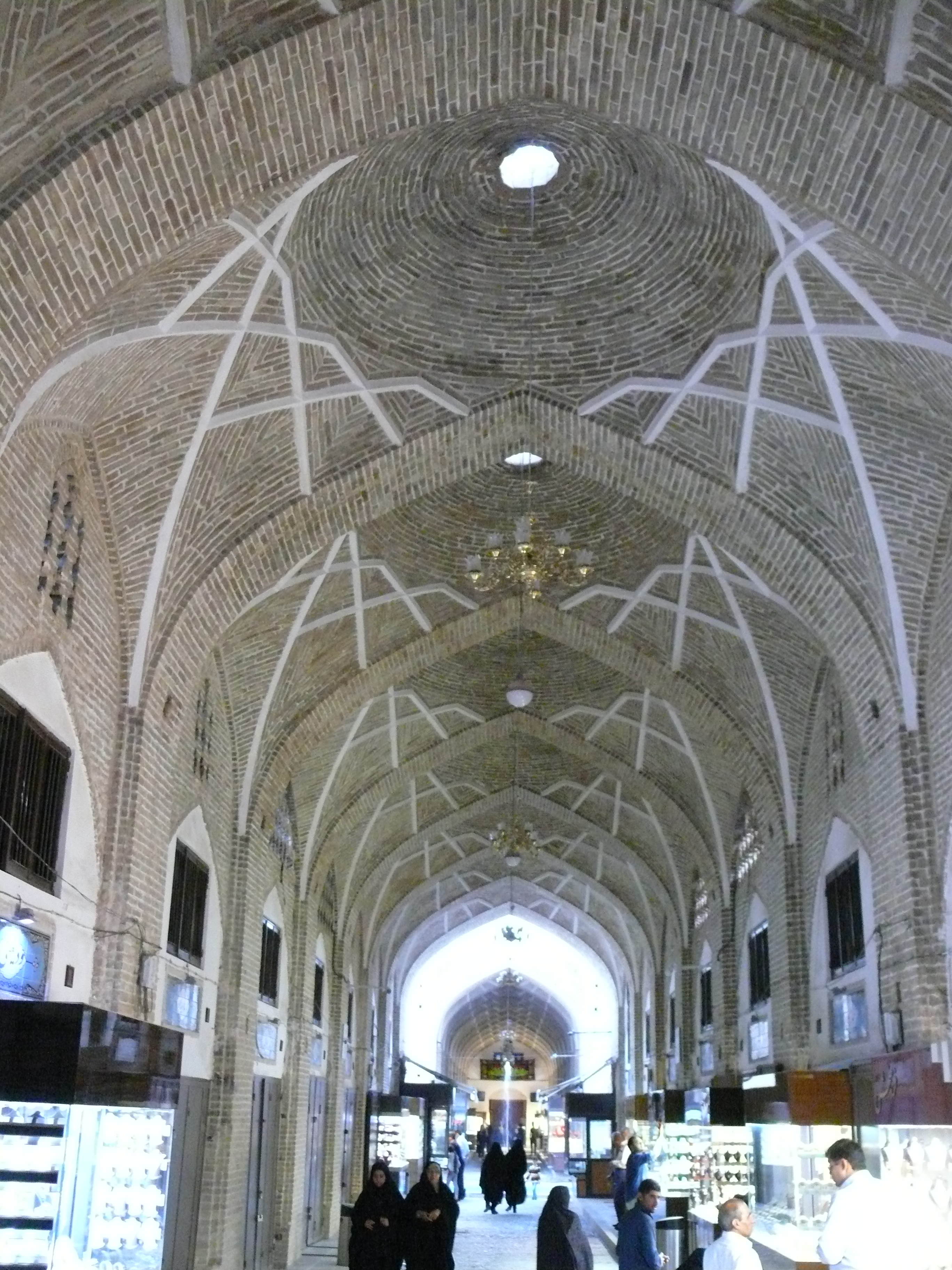
بازار
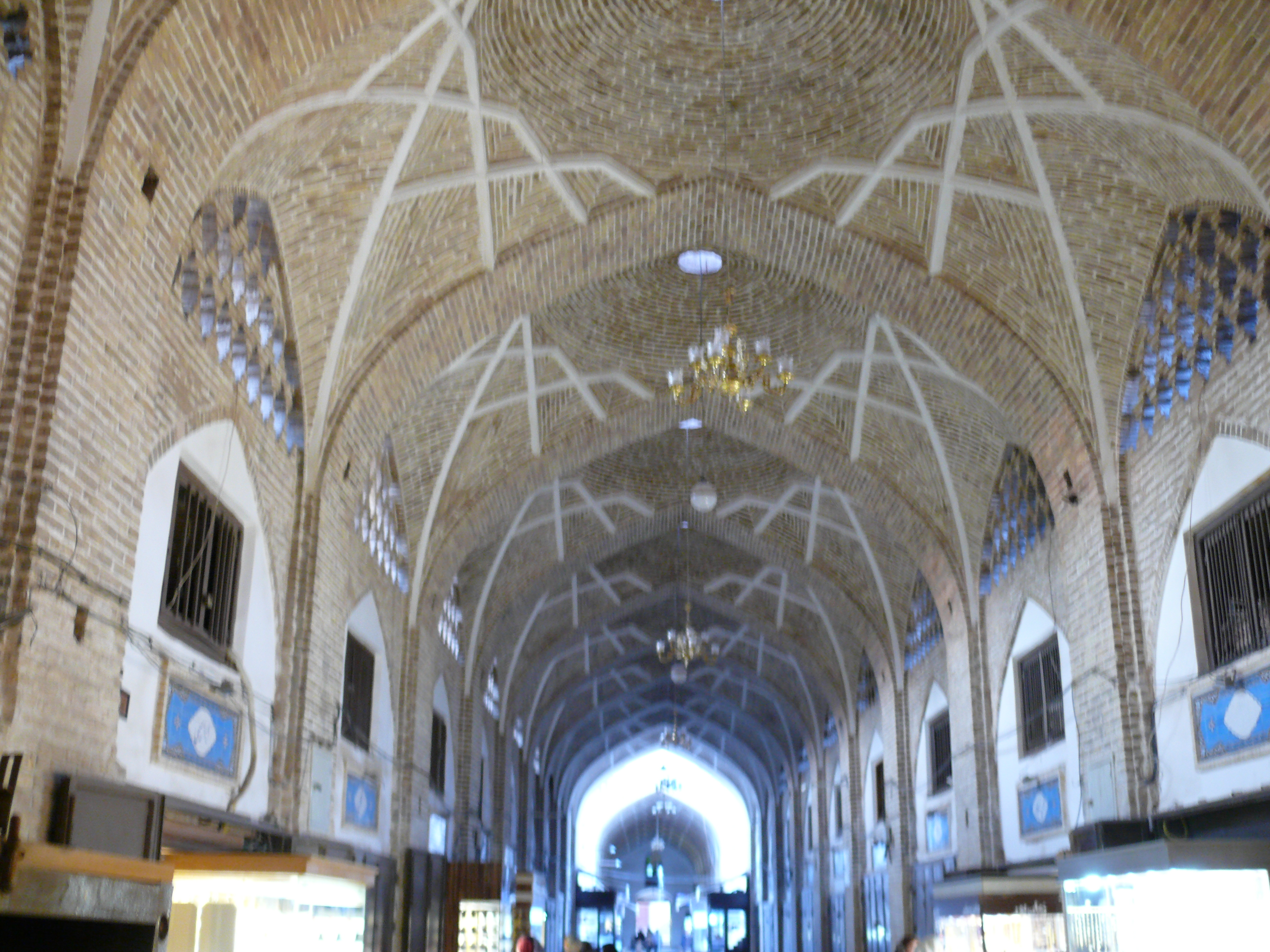
بازار
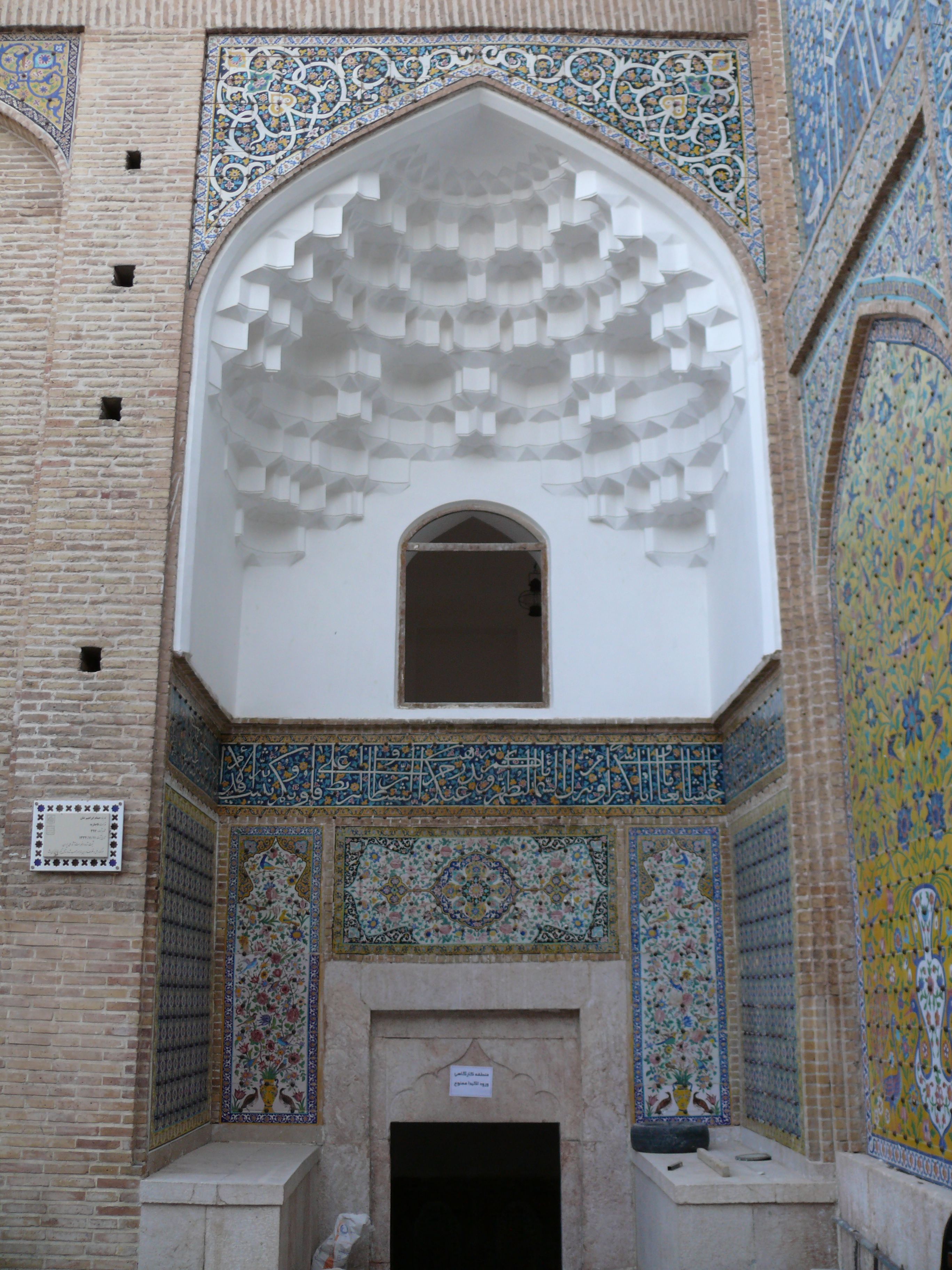
حمام
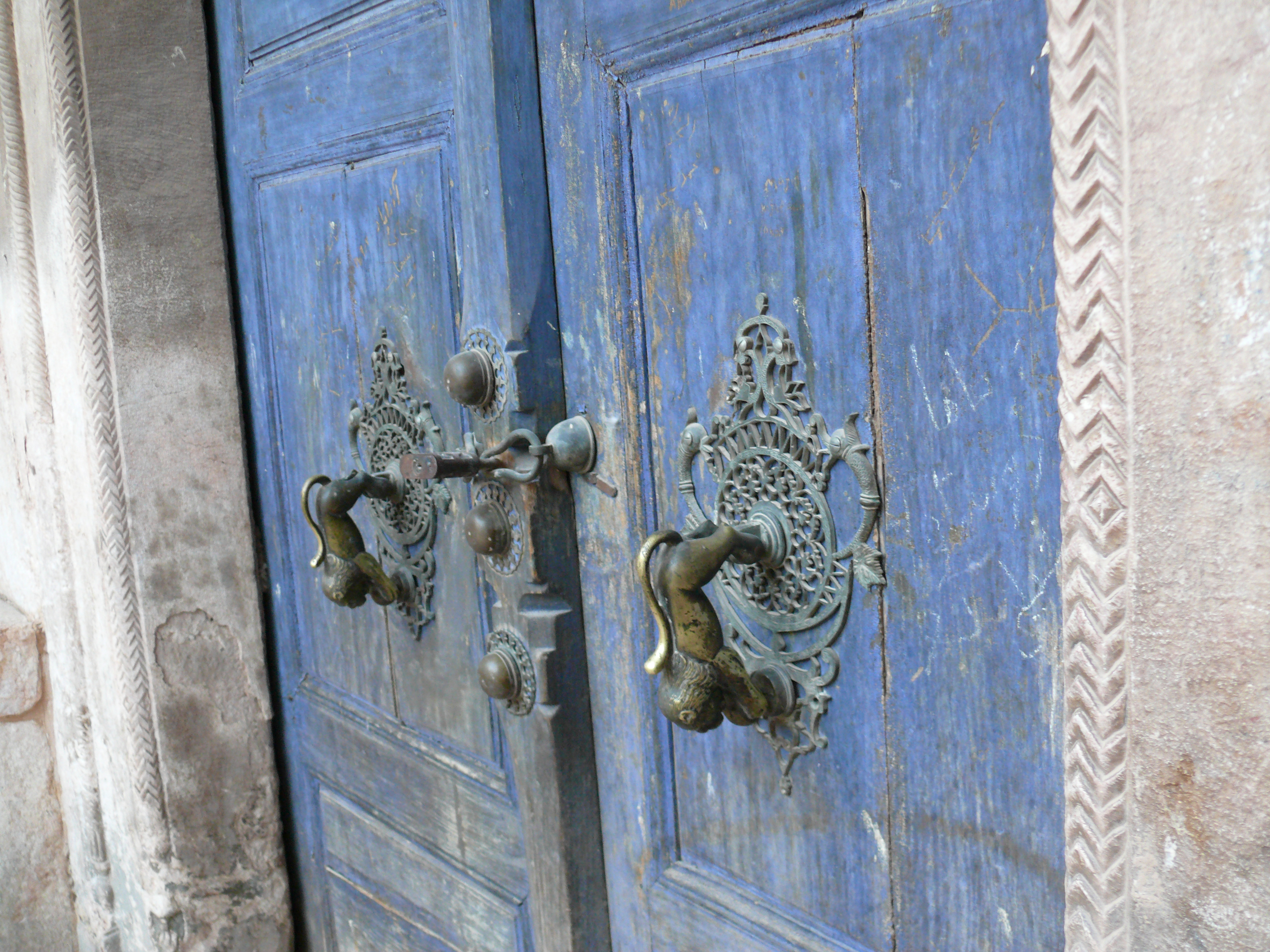
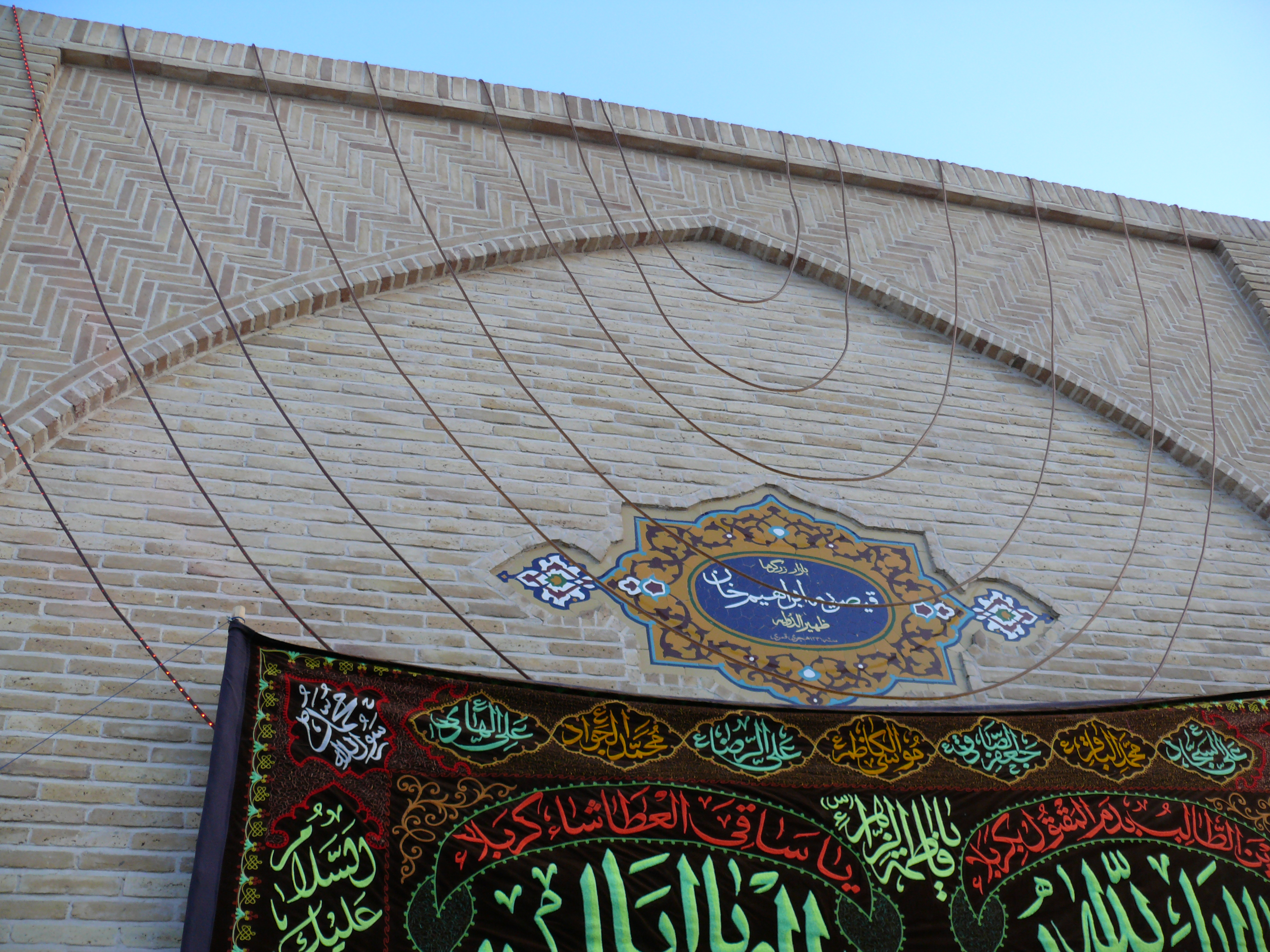
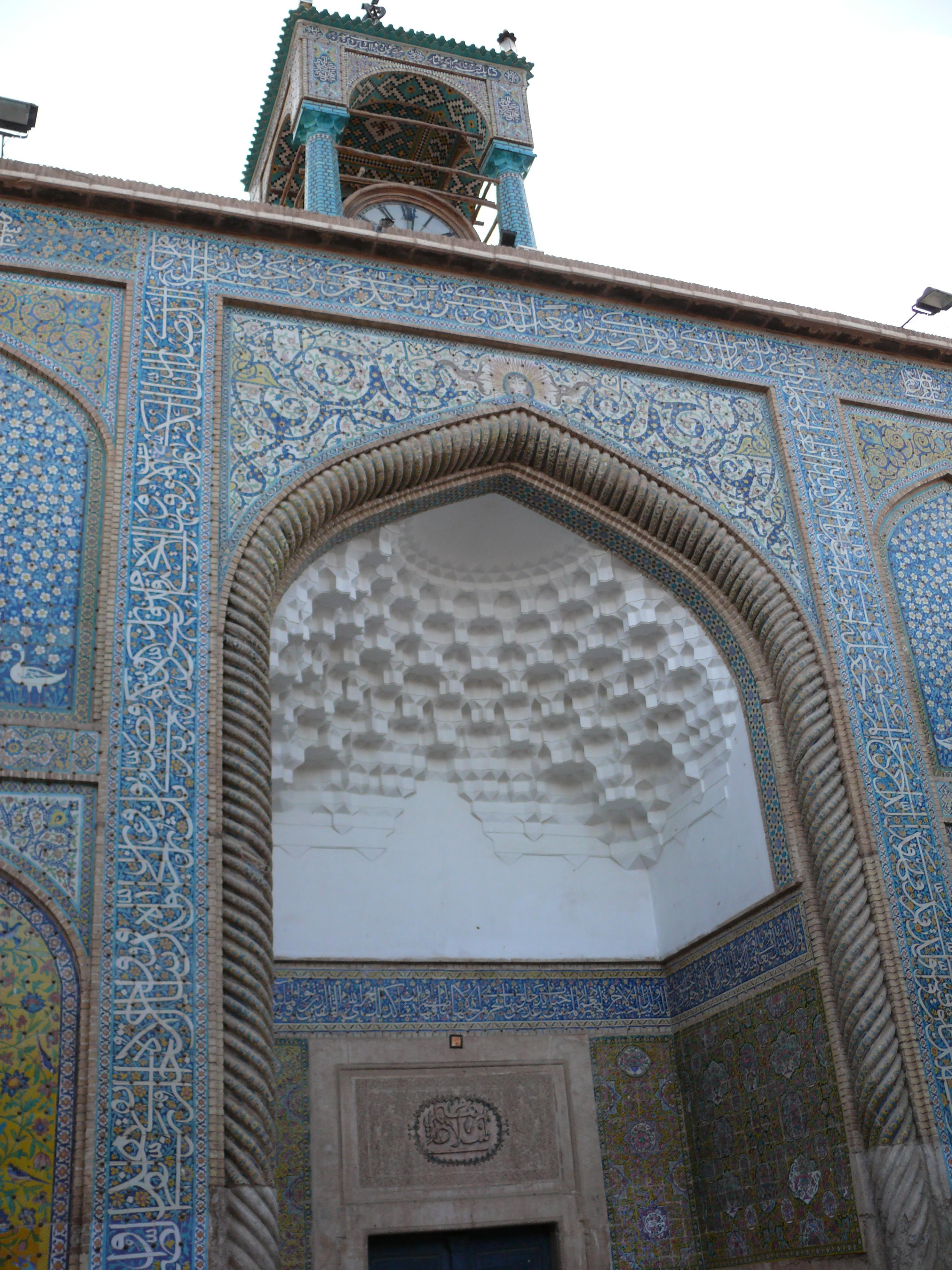